# Nước ép

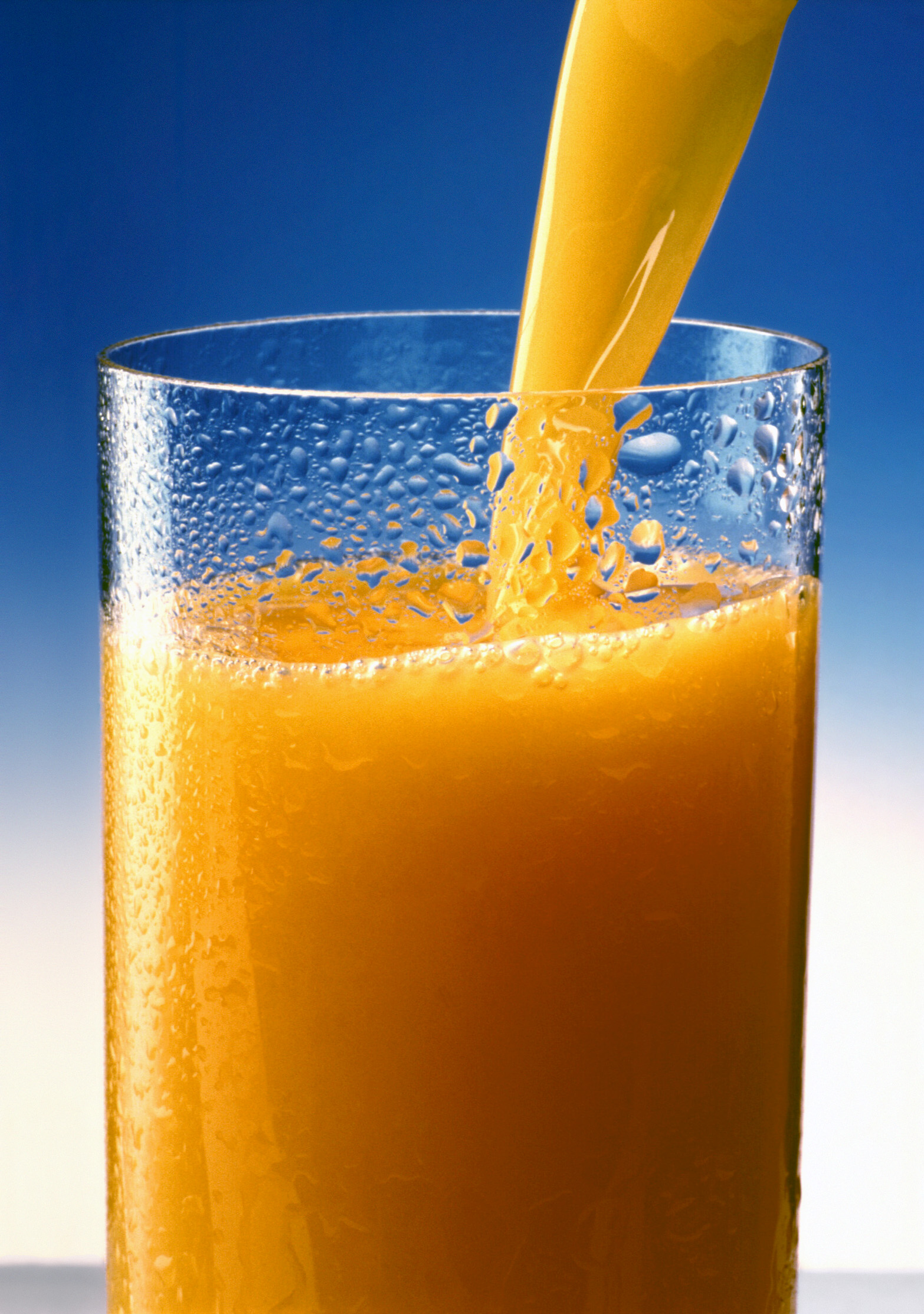
Nước cam ép

Nước ép hoặc nước sinh tố là một dung dịch tự nhiên chứa các mô từ trái cây hoặc các loại rau. Nước ép được tạo ra bằng tác động ép, vắt hoặc giầm trái cây hay rau tươi không dùng nhiệt độ hay dung môi. Ví dụ, nước cam là một dung dịch được chiết ra từ trái cam. Theo nghĩa rộng, nước ép cũng có thể tạo ra từ các nguồn thực phẩm sinh học khác, chẳng hạn như thịt và hải sản (nước ép động vật có vỏ). Nước ép có thể được tạo ra tại nhà từ rau quả tươi bằng cách dùng tay, các dụng cụ đơn giản hoặc sử dụng những thiết bị điện tử. Lượng đường thực sự trong nước sinh tố thường không được nhận ra, nhiều loại nước ép trái cây có lượng đường (fructose) cao hơn những thức uống giải khát có đường khác; ví dụ nước nho có hơn 50% đường so với Coca Cola.
Nước ép trái cây (nước trái cây) thường được dùng như một thức uống giải khát trực tiếp, hoặc là thành phần, gia vị cho các thực phẩm hay đồ uống khác, như sinh tố. Nước trái cây nổi lên như một lựa chọn đồ uống phổ biến sau khi có các phương pháp thanh trùng cho phép bảo quản mà không cần sử dụng quá trình lên men (phương pháp dùng trong sản xuất rượu vang). Tổ chức Lương thực và Nông nghiệp Liên Hợp Quốc (FAO) ước tính tổng sản lượng nước ép cam chanh (citrus juice) toàn thế giới năm 2021 là 13.896.888,93 tấn. New Zealand là nước tiêu thụ nước ép trái cây nhiều nhất với trung bình mỗi ngày 1 ly thành phẩm (8 ounce), tiếp đến là Colombia với hơn 3/4 ly mỗi ngày. Mức tiêu thụ nước ép trái cây tăng trung bình theo mức thu nhập của quốc gia.

## Tên gọi

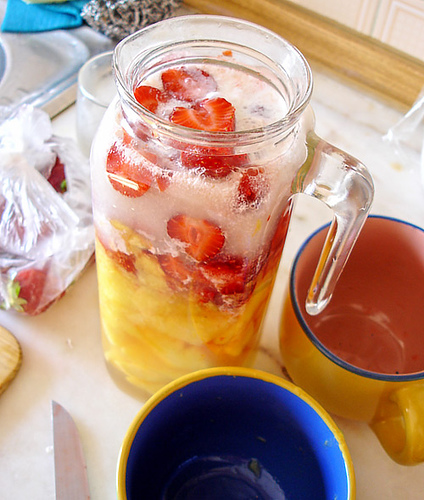
Nước ép trái cây dùng để chuẩn bị sinh tố

Trong tiếng Việt, "nước ép" là từ ghép để chỉ lượng chất lỏng (nước) thu được sau quá trình tác động (ép) lên trái cây hoặc rau củ tươi, thường loại bỏ hoàn toàn hoặc không hoàn toàn các chất rắn như hạt, cùi,... Các ngôn ngữ khác có từ riêng cho "nước ép", phổ biến như: juice (tiếng Anh, tiếng Đan Mạch, tiếng Na Uy, tiếng Thụy Điển), jus (tiếng Pháp, tiếng Luxembourg, tiếng Mã Lai, tiếng Java), sok (tiếng Bosnia, tiếng Ba Lan, tiếng Slovene, tiếng Croatia) - chuyển tự Kirin сок (tiếng Nga, tiếng Belarus, tiếng Bulgaria, tiếng Macedonia, tiếng Serbia, tiếng Yakut). Chúng xuất phát từ jus trong tiếng Pháp cổ khoảng năm 1300 với ý nghĩa "chất lỏng thu được khi nấu các loại thảo mộc". Từ này là gốc Latinh ius có nghĩa là "nước dùng, nước xốt, nước trái cây, xúp", nguyên thủy có gốc *yeue nghĩa là "pha lẫn, hòa trộn thức ăn" (các âm liên quan: yus (nước dùng) trong tiếng Phạn, zyme (men) trong tiếng Hy Lạp, jucha (xúp) trong tiếng Slav Giáo hội cổ, juse (xúp cá) trong tiếng Litva. Từ jus/juice được ghi chép lần đầu với nghĩa "nước ép trái cây" sớm nhất khoảng đầu thế kỷ 14.
Tại Anh, tên trái cây hoặc các tên kèm juice phía sau có thể được sử dụng hợp pháp để mô tả một sản phẩm là nước ép trái cây 100%, như được định nghĩa trong The Fruit Juices and Fruit Nectars (England) Regulations 2013 (Quy định về nước ép trái cây và nectar trái cây 2013 (Anh)). Một sản phẩm được mô tả là "nước ép trái cây" thì phải chứa ít nhất 25% đến 50% nước ép, tùy thuộc từng loại trái cây. Nước ép hoặc nectar bao gồm cả chất cô đặc thì phải ghi thông tin này trên nhãn sản phẩm. Thuật ngữ "nước ép trái cây" thông dụng có thể được dùng để mô tả bất kỳ đồ uống nào có chứa nước trái cây không tính đến đến tỷ lệ bao nhiêu.
Tại Hoa Kỳ, thuật ngữ juice chỉ dùng cho sản phẩm nước ép trái cây 100%. Các hỗn hợp nước ép với các thành phần khác được gọi là beverage, cocktail hoặc drink. Theo Cục quản lý Thực phẩm và Dược phẩm Hoa Kỳ (tiếng Anh: Food and Drug Administration - FDA), thuật ngữ nectar thường được chấp nhận ở Hoa Kỳ và thương mại quốc tế dành cho đồ uống có nước ép trái cây gồm cả trái cây xay, nước, chất tạo ngọt. Trên nhãn thường có dòng chữ "no added sugar" (không thêm đường) dù sản phẩm có thể chứa một lượng lớn đường tự nhiên.
Việt Nam sử dụng thuật ngữ nước quả trong bộ tiêu chuẩn TCVN 7946:2008 Nước quả và nectar.

## Chuẩn bị

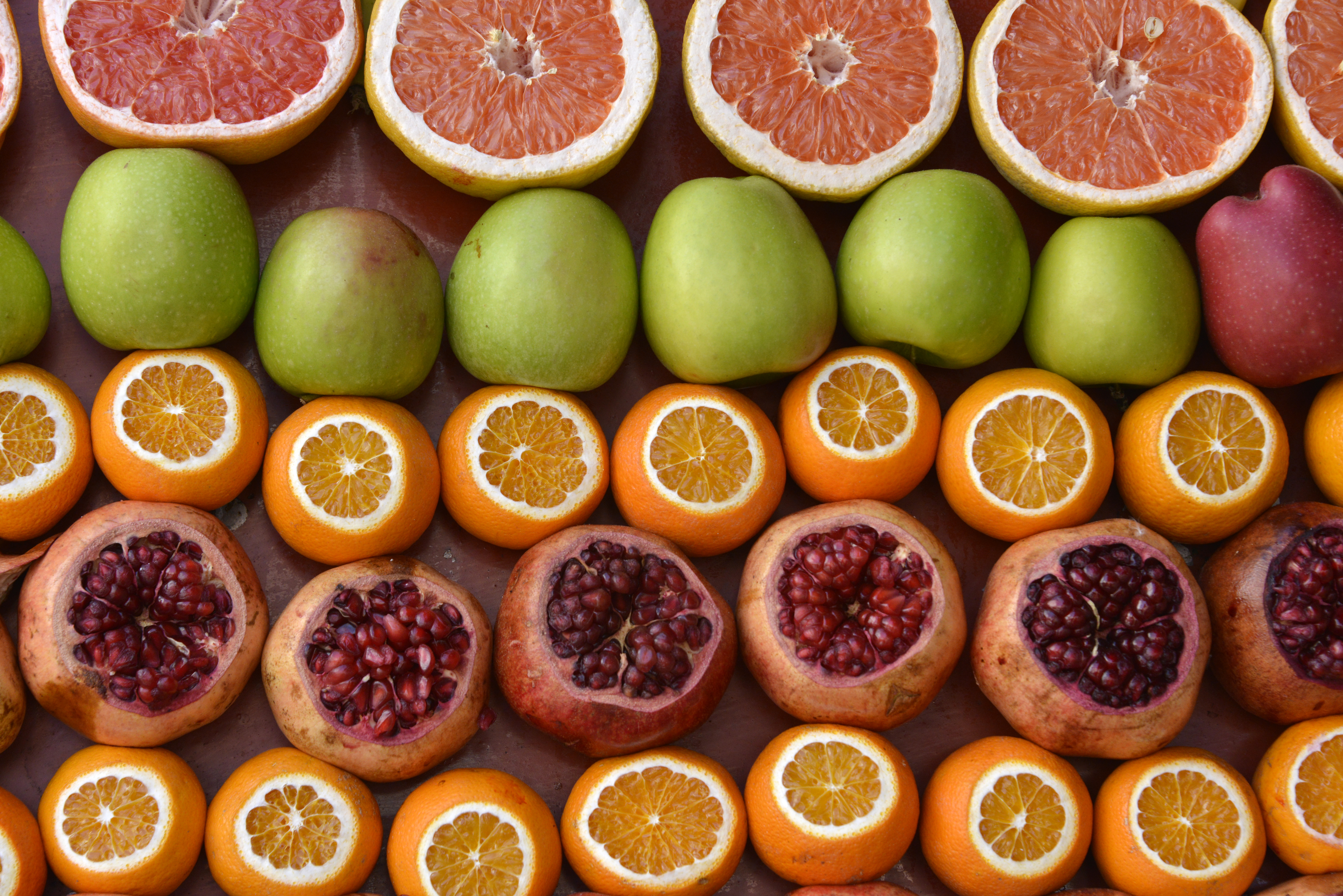
Trái cây để làm nước ép trên quầy hàng ở Istanbul

Nước ép được chuẩn bị bằng cách ép cơ học (đôi khi được gọi là "ép lạnh") trái cây hoặc rau tươi mà không dùng nhiệt hoặc dung môi, ví dụ: vắt nước cam hay ép nước cà chua. Nước ép này có thể làm tại nhà bằng nhiều loại máy ép trái cây dùng sức tay hoặc chạy điện. Nhiều loại nước ép thương mại được lọc loại bỏ chất xơ hoặc bã. Mặt khác, nước trái cây có hàm lượng bã cao cũng là một thức uống phổ biến. Một số nước trái cây được thêm phụ gia đường hoặc hương vị nhân tạo; gia vị để biến đổi vị ban đầu (nước ép cà chua). Các quy trình phổ biến để bảo quản và chế biến nước ép trái cây bao gồm đóng hộp, thanh trùng, cô đặc, đông lạnh, bay hơi và sấy.
Các loại nước ép có quy trình chế biến khác nhau nhưng thường theo một phương pháp chung bao gồm:
- Rửa và phân loại
- Chiết
- Ép, lọc và gạn trong
- Thanh trùng (hòa)
- Rót, bịt và khử trùng
- Làm mát, dán nhãn và đóng gói.

Sau khi trái cây thu hoạch được rửa sạch, có hai phương pháp tự động chiết xuất nước ép. Phương pháp thứ nhất dùng hai cốc kim loại có dao gấp sắc để gọt vỏ và ép phần thịt quả qua ốngđầu tiên, hai chiếc cốc kim loại có ống kim loại sắc nhọn ở đáy cốc được gấp lại với nhau, loại bỏ vỏ và ép phần thịt của quả qua ống. Phần nước ép chảy ra qua các lỗ nhỏ trên ống. Phần vỏ có thể được sử dụng tiếp bằng cách rửa sạch để loại bỏ dầu tùy theo mục đích. Phương pháp thứ hai thì cần cắt trái cây ra trước khi cho vào ép để chiết nước ép.
Sau khi lọc, nước ép có thể được bay hơi để cô đặc lại, giúp cho vận chuyển dễ dàng hơn và tăng thời hạn sử dụng. Nước ép trái cây được cô đặc bằng cách đun nóng trong chân không, sau đó làm lạnh xuống khoảng 13 °C, còn lại khoảng 1/3 lượng nước ban đầu. Nước ép cô đặc có thể lại được hoàn nguyên, pha thêm nước và bù đắp các chất thất thoát khi cô đặc để không mất hương vị. Hoặc nước cô đặc được bán trực tiếp ra thị trường để người mua có thể tự chế thêm nước khi dùng.
Tiếp đến là thanh trùng và rót vào hộp đựng, thường thực hiện khi còn nóng, vì khi rót nước ép nóng vào thùng chứa sẽ nguội nhanh hơn. Với các sản phẩm bao bì không chịu nhiệt, việc đóng bao bì cũng phải thực hiện trong môi trường vô trùng. Thùng chứa có thể được khử trùng bằng nước oxy già.

## Tiệt trùng

Nước ép trái cây đóng chai bày bán trong siêu thị

Thanh trùng bằng nhiệt đôi khi làm ảnh hưởng chất lượng sản phẩm và mất ổn định về mặt vi sinh, nên giải pháp thay thế là dùng xung điện cường độ cao. Tương tự, điện trường dao động có thể đảm bảo cho sản phẩm tươi có giá trị dinh dưỡng cao. Kỹ thuật trường xung điện đã được đề xuất là giải pháp phi nhiệt cho bảo quản thực phẩm.
Xung điện ngắn dùng để tiệt khuẩn mà chỉ ảnh hưởng tối thiểu lên chất lượng thực phẩm, vì tiêu diệt vi sinh vật nhưng duy trì màu sắc, mùi vị và giá trị dinh dưỡng ban đầu nếu so với xử lý nhiệt. Nước ép được đưa vào giữa hai điện cực, rồi cho xung điện cường độ 10 đến 80 trong vòng vài micro giây đến mili giây.
Nước ép là chất dẫn điện với các ion sinh ra trong quá trình chế biến. Khi có điện trường, dòng điện sẽ chạy qua khối nước ép thông qua các ion này. Thời gian xử lý được tính toán bằng cách nhân số lượng xung với thời gian hiệu dụng. Sau khi xử lý, nước ép được đóng gói (đóng chai) và giữ lạnh.

## Tác dụng và ảnh hưởng
Nước ép dùng uống có lợi cho sức khỏe, ví dụ: nước cam có chứa vitamin C, axit folic, kali, cung cấp chất chống ôxy hóa gốc thực vật và cải thiện đáng kể lượng lipid trong máu ở những người bị tăng cholesterol máu. Nước ép mận được cho là có tác dụng cải thiện tiêu hóa. Nước nam việt quất có thể giúp ngăn ngừa hoặc thậm chí điều trị nhiễm trùng bàng quang. Tuy nhiên, uống nhiều nước trái cây có thể dẫn đến béo phì. Nước trái cây có lượng lớn đường fructose sẽ dẫn đến đái tháo đường typ 2. Kể cả nước ép trái cây tự làm mà không uống ngay thì hơn một tiếng đồng hồ sau cũng chỉ còn lại đường mà thôi.

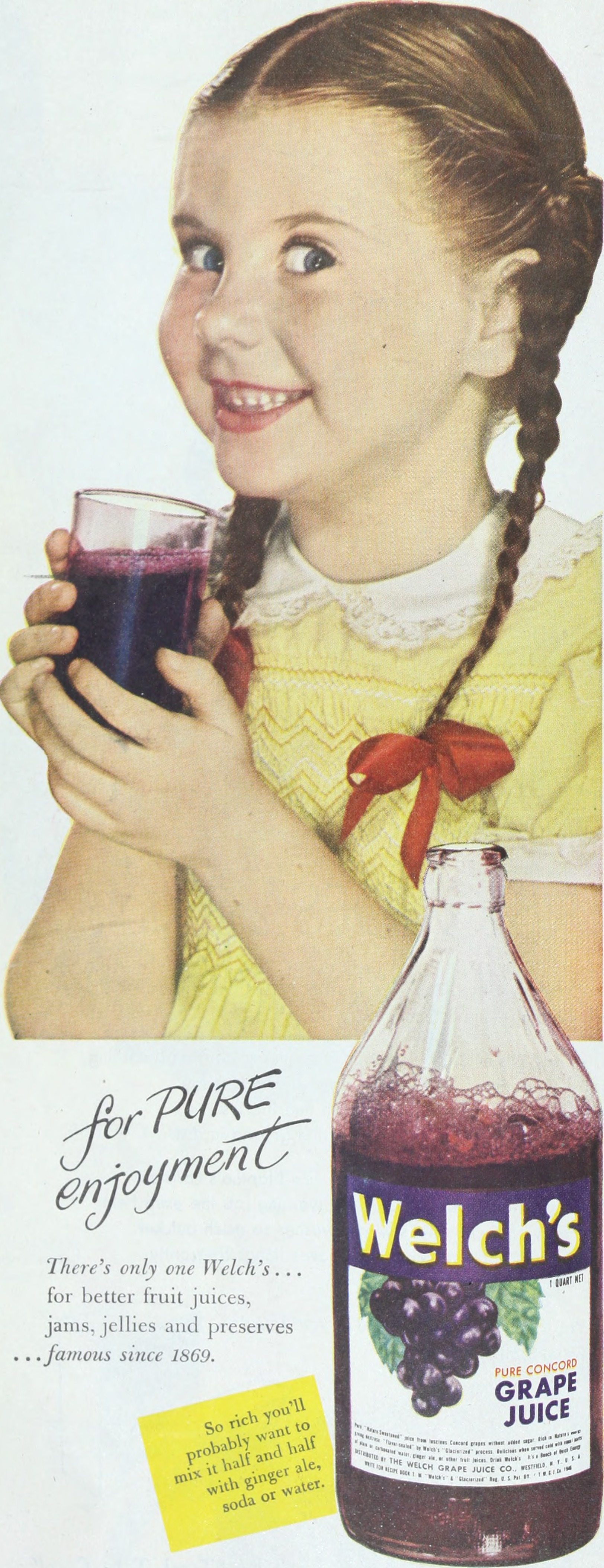
Quảng cáo thường khuyến khích cha mẹ mua nước ngọt cho con

Nhiều loại nước ép trái cây nguyên chất thậm chí có hàm lượng đường (fructose) cao hơn các loại nước ép đã thêm đường làm ngọt khác, như nước ép nho thông thường có lượng đường nhiều hơn 50% so với Coca-Cola hay Pepsi. Nhưng nước ngọt thông thường (như Coca) nếu dùng lâu dài có thể gây ứng kích oxy hóa hay thậm chí dẫn đến kháng insulin còn nước trái cây thì không. Ngược lại, nước ép trái cây thực sự có khả năng nâng cao khả năng chống oxy hóa hay bù đắp tình trạng ứng kích oxy hóa do chế độ ăn nhiều chất béo và đường gây ra. Tuy nhiên, việc thường xuyên ăn trái cây và uống nước ép trái cây sẽ có thể gây sâu răng nhiều hơn là kẹo. Nước ép trái cây tự nhiên có chứa acid làm hỏng men răng, đồng thời lượng đường trong đó bị vi khuẩn lên men trong miệng lại càng tạo ra nhiều acid có hại cho răng hơn.
Nhìn chung mức tiêu thụ nước ép trái cây ở Châu Âu, Úc, New Zealand và Hoa Kỳ đều gia tăng, có thể do nhận thức người dùng về nguồn dinh dưỡng tự nhiên lành mạnh cũng như quan tâm đến sức khỏe hơn. Uống nước ép trái cây được coi là có tác dụng làm giảm nguy cơ mắc nhiều loại ung thư, có thể chống lại đột quỵ và trì hoãn khởi phát bệnh Alzheimer.
Một số loại nước ép trái cây loại bỏ chất xơ, một số lại được bổ sung thêm các thành phần khác. Siro ngô có hàm lượng fructose cao có trong nhiều loại nước trái cây bị đánh giá có liên quan đến sự gia tăng tỷ lệ mắc tiểu đường typ 2. Một số nghiên cứu cho rằng uống nhiều nước trái cây liên quan đến béo phì nhưng số khác lại không khẳng định điều này. Một nghiên cứu lâm sàng cho thấy tình nguyện viên không bị tăng cân khi tiêu thụ nước ép nho thường xuyên trong 12 tuần, nhưng khi dùng các loại nước giải khát khác thì cân nặng gia tăng. Sử dụng nước ép trái cây với số lượng vừa phải có thể giúp trẻ em và người lớn đáp ứng được khuyến nghị ăn trái cây, lượng chất dinh dưỡng và calo hàng ngày.
Viện hàn lâm Nhi khoa Hoa Kỳ khuyên không nên cho trẻ dưới 6 tháng tuổi uống nước ép trái cây. Với trẻ 1 đến 6 tuổi, nên giói hạn lượng nước ép trái cây chỉ ở mức 4 đến 6 ounce mỗi ngày. Cho trẻ uống quá nhiều nước trái cây có thể dẫn đến suy dinh dưỡng, tiêu chảy, đầy hơi, đau bụng, chướng bụng và hỏng răng.
Thanh lọc cơ thể bằng nước trái cây là một trong những cách thức phổ biến khi thực hành chế độ ăn kiêng, trong đó không tiêu thụ bất cứ thực phẩm nào ngoài uống nước trái cây. Không giống như hầu hết các chế độ ăn kiêng khác, việc thanh lọc bằng nước trái cây thường không kéo dài mà chỉ tiến hành trong vòng chưa đầy một tuần.

### So sánh với rau trái để nguyên
Nghiên cứu thuần tập theo thời gian tại Harvard cho thấy sử dụng nước ép trái cây làm tăng đáng kể nguy cơ mắc đái tháo đường loại 2 so với ăn trái cây nguyên quả. Ngược lại, ăn trực tiếp trái cây làm giảm đáng kể nguy cơ này. Nước ép trái cây cũng liên quan đến bệnh béo phì ở trẻ em. Tạp chí Y tế Công cộng Hoa Kỳ đề xuất Đạo Luật Trẻ em khỏe mạnh, không đói 2010 loại bỏ 100% nước ép trái cây trong khẩu phần mà thay thế bằng trái cây để nguyên.
Vì nước ép không chứa chất xơ từ nhiều lợi ích khác từ rau củ, trái cây bị mất đi; ví dụ như: Prebiotic có tác dụng trong việc việc hấp thụ canxi, khoáng chất, thúc đẩy đường ruột khỏe mạnh hơn. Ngoài ra, hầu hết các polyphenol còn liên kết với chất xơ thực vật tạo thành phần dinh dưỡng thực vật chính trong chế độ ăn uống.

## Trong tôn giáo
Các giáo hội Cơ Đốc có thể dùng nước ép từ trái nho thay cho rượu nho trong lễ Tiệc Thánh.